# South Fork (Colorado)
South Fork es un pueblo ubicado en el condado de Río Grande en el estado estadounidense de Colorado. En el Censo de 2010 tenía una población de 386 habitantes y una densidad poblacional de 60,17 personas por km².

## Geografía
South Fork se encuentra ubicado en las coordenadas 37°40′9″N 106°38′36″O / 37.66917, -106.64333. Según la Oficina del Censo de los Estados Unidos, South Fork tiene una superficie total de 6.42 km², de la cual 6.41 km² corresponden a tierra firme y (0.04%) 0 km² es agua.

## Demografía
Según el censo de 2010, había 386 personas residiendo en South Fork. La densidad de población era de 60,17 hab./km². De los 386 habitantes, South Fork estaba compuesto por el 94.56% blancos, el 0.52% eran afroamericanos, el 0.52% eran amerindios, el 0.52% eran asiáticos, el 0.26% eran isleños del Pacífico, el 1.81% eran de otras razas y el 1.81% pertenecían a dos o más razas. Del total de la población el 7.77% eran hispanos o latinos de cualquier raza.